# PowerXCell
PowerXCell（パワーエックスセル）は、PS3で採用されているCell Broadband Engine(Cell/B.E.)をIBMが独自に改良したヘテロジニアスマルチコア型のマイクロプロセッサである。

## 概要
IBMはCellをBtoBビジネスとして展開していたが、科学技術計算で必要となる倍精度浮動小数点演算では処理能力が1/10に留まり、搭載できる最大メモリ容量も限られていた。そこでIBMはCell/B.E.プロセッサの改良をロードマップに掲げ、2006年9月6日にはRoadrunnerでの採用を明らかにし、2007年4月19日の「COOL Chips X」でその概要を公開した。
2008年4月3日にフィックスターズが最新型Cell/B.E.プロセッサ搭載のアクセラレータボード「GigaAccel 180」を同年8月中旬より出荷することを発表。
そしてIBMも2008年5月14日に第二世代のCell/B.E.プロセッサとしてPowerXCell 8iを搭載したブレードサーバー「BladeCenter QS22」を発表した。
その後、12,960個のPowerXCell 8iを搭載したRoadrunnerが世界で初めて1PFLOPSの処理性能を達成し、TOP500の1位を1年に渡って飾るなどHPC業界を賑わせたが、GPGPUの台頭もあり2009年11月にPowerXCellの開発中止が明らかとなった。
なお、エネルギー消費効率を競うGreen500ではPowerXCell 8iを使用するスーパーコンピュータが2年もの間1位以下を独占し、QPACEは2011年まで上位に残り続けた。

## 種類

### PowerXCell 8i
HPC向けに拡張された第二世代のCell/B.E.プロセッサ。2個のFPUを付け加えた拡張倍精度(eDP)SPEコアによって倍精度浮動小数点演算能力を5倍に高め、IEEE 754への対応も強化した。メモリインターフェイスにはDDR2-800に対応させる変換ブリッジX2Dを内蔵し、帯域幅を維持したまま最大メモリ容量が16GBまで拡大している。なお、同じくCell/B.E.プロセッサの派生チップであるSpursEngineとは異なり、PowerXCell 8iはCell/B.E.アーキテクチャに準拠している。
65nm SOIプロセスで製造され、トランジスタ数は2億5,000万個、チップ面積は212平方mm、標準クロックとなる3.2GHzでの消費電力は92W、倍精度浮動小数点演算性能は108.8GFLOPS。最大クロックは4.0GHz。
世界各地のスーパーコンピュータで採用されたほか、フィックスターズのアクセラレータボードが組み込まれた「CodecSys CE-100/200」やメモリーテックの「KaleiDA-Turbo」などでも使用された。

### PowerXCell 32ii
2010年を目処にCell/B.E.アーキテクチャーとして初の1チップ1TFLOPSを目指した次世代CELL。45nm SOIプロセスを使用し、2個のPPE'と32個のeSPEを搭載、次世代メモリに対応するとされていたが、2008年中頃までにスケールアップしたPowerXCell 32ivへと計画が変更された。当初IBMは「1TF Processor」、SCEは「Mega Cell」、東芝では「Cell'」とそれぞれのロードマップに掲げられていた。

### PowerXCell 32iv
2011年前半までを目標に計画されていたCell/B.E.プロセッサの後継チップ。32nm SOIプロセスを使用し、4個のPPE'と32個のeSPEを搭載、クロック周波数も3.8GHzまで向上させ、1チップで単精度浮動小数点演算能力が1TFLOPS(倍精度は500GFLOPS)を有するとされる。従来のCell/B.E.プロセッサと100%の後方互換性を保ちながら、PPEの性能を大幅に向上、SPEの性能は従来と同等以上(但し新命令使用時は大幅な性能向上)、SPE間のレイテンシ削減、更なるオンチップメモリー、メインメモリーとのレイテンシ削減および帯域幅拡大と大きな変更が加えられる予定だった。